# خون‌آشام‌ریختان
خون‌آشام‌ریختان (نام علمی: Vampyromorpha) نام یک راسته از فراراسته هشت‌پاریختان است.